# De-Broglie-Bohm-Theorie

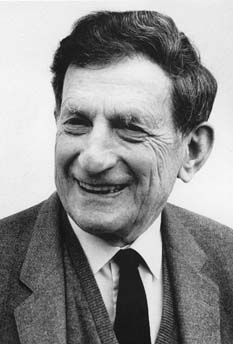
David Bohm

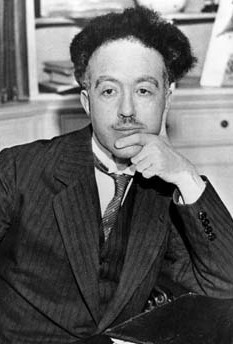
Louis-Victor de Broglie (1929)

Die De-Broglie-Bohm-Theorie oder auch bohmsche Mechanik ist ein alternativer Formalismus der Quantenmechanik. Sie bestätigt alle Vorhersagen der (nichtrelativistischen) Quantenmechanik, weicht jedoch in ihren Prämissen deutlich vom Weltverständnis der Kopenhagener Deutung ab und führt dadurch zu einer spezifischen Interpretation der Quantenmechanik.
Die bohmsche Mechanik ist eine deterministische Theorie und vermeidet mit Hilfe verborgener Variablen das Messproblem der Quantenmechanik. Der Akt der Messung bzw. Beobachtung spielt somit in der De-Broglie-Bohm-Theorie keine ausgezeichnete Rolle (zum Messproblem siehe auch Schrödingers Katze).
Wie bei den meisten Interpretationen der Quantenmechanik besteht keine Möglichkeit, hinsichtlich der Voraussagen experimentell zwischen der bohmschen Mechanik und der Kopenhagener Deutung der Quantenmechanik zu unterscheiden, d. h., sie treffen in allen experimentell überprüfbaren Situationen dieselben Vorhersagen.
Da mit der bohmschen Mechanik explizit die Auffassung von Quanten-Nichtlokalität und Quantenverschränkung vertreten wurde (von Einstein „spukhafte Fernwirkung“ genannt), hatte sie später vor allem John S. Bell aufgegriffen. Die De-Broglie-Bohm-Theorie spielt aufgrund des darin vertretenen Wirklichkeitsverständnisses (abseits vom Welle-Teilchen-Dualismus) in den Debatten um die Deutung von Quantenphänomenen eine untergeordnete Rolle.

## Geschichte
Die in der bohmschen Mechanik vertretene Kernauffassung wurde in den 1920er Jahren von dem französischen Physiker Louis de Broglie entwickelt. De Broglie bezeichnete sie als „Theorie der Führungswelle“ (theorie de l’onde pilote, engl. pilot wave theory). Diese fand jedoch nur geringe Beachtung und geriet in Vergessenheit. Ohne de Broglies Arbeiten zu kennen, entwickelte in den 1950er Jahren der US-amerikanische Physiker David Bohm eine äquivalente Fassung dieser Theorie. Bohm bezeichnete die Theorie später als ontologische bzw. kausale Interpretation der Quantenmechanik.
Seit den 1970er Jahren gehörte der irische Physiker John Stewart Bell zu den wenigen prominenten Physikern, die sich für die bohmsche Mechanik eingesetzt haben. Insbesondere argumentierte Bell gegen die dominierende Auffassung einer angeblich „Impossiblen Pilot Wave“, nur weil in dieser Theorie ein alternatives Wirklichkeitsverständnis vertreten wurde.
Seit den 1990er Jahren kam es auf diesem Gebiet wieder zu einer vermehrten Forschungstätigkeit, z. B. mit einer Arbeitsgruppe an der LMU (Detlef Dürr), der Rutgers University in New Jersey (Sheldon Goldstein) und der Universität Genua (Nino Zanghì). Durch diese Arbeitsgruppe wurde auch der Name bohmsche Mechanik (engl. Bohmian mechanics) geprägt. Bei dieser Bezeichnung gibt es jedoch den Nachteil, dass sie die Rolle de Broglies unterschlägt. Angesichts ihrer Entstehungsgeschichte scheint somit der Name „De-Broglie-Bohm-Theorie“ angemessener. Im Folgenden werden beide Bezeichnungen synonym verwendet.

## Formalismus
Die Grundidee der De-Broglie-Bohm-Theorie besteht darin, ein System nicht durch die von der Zeit {\displaystyle t} und dem Ort abhängigen Wellenfunktion {\displaystyle \psi } allein zu beschreiben, sondern durch das Paar aus Wellenfunktion und den Teilchenorten {\displaystyle Q_{i}} der jeweiligen der {\displaystyle n} Objekte (mit {\displaystyle 1\leq i\leq n}). Bei diesen Objekten kann es sich um kleine Teilchen wie beispielsweise Elektronen oder andere Elementarteilchen sowie Atome handeln. Die Trajektorien {\displaystyle Q_{i}(t)} der Teilchen sind die sogenannten verborgenen Parameter der Theorie. Die bohmsche Mechanik wird somit durch zwei Grundgleichungen definiert: zum einen durch die übliche zeitabhängige Schrödingergleichung der Quantenmechanik mit dem Hamilton-Operator {\displaystyle {\hat {H}}}
{\displaystyle (1)\qquad \ \mathrm {i} \hbar {\frac {\partial \psi }{\partial t}}={\hat {H}}\psi }
und zum anderen durch die Bewegungsgleichung („Führungsgleichung“) für die Teilchenorte {\displaystyle Q_{i}}
{\displaystyle (2a)\qquad \ {\frac {\mathrm {d} {\vec {Q}}_{i}(t)}{\mathrm {d} t}}={\frac {\hbar }{m_{i}}}\operatorname {Im} {\frac {{\vec {\nabla }}_{i}\psi }{\psi }}}.
{\displaystyle m_{i}} bezeichnet die Masse des i-ten Teilchens, {\displaystyle \operatorname {Im} } den Imaginärteil-Operator und {\displaystyle {\vec {\nabla }}_{i}} den Nabla-Operator, angewendet auf die komplexwertige Wellenfunktion des i-ten Teilchens.
Schreibt man die Wellenfunktion in Polardarstellung mit dem Radiusargument {\displaystyle R(t)} und dem Winkelargument {\displaystyle {\frac {S(t)}{\hbar }}}
{\displaystyle \psi =R(t)\cdot \mathrm {e} ^{\mathrm {i} {\frac {S(t)}{\hbar }}}},
dann kann die Führungsgleichung auch äquivalent mittels
{\displaystyle (2b)\qquad {\frac {\mathrm {d} {\vec {Q}}_{i}}{\mathrm {d} t}}={\frac {{\vec {\nabla }}_{i}S(t)}{m_{i}}}}
formuliert werden.
Bildlich gesprochen „leitet“ bzw. „führt“ die Wellenfunktion also die Bewegung der Teilchen. Innerhalb dieser Theorie bewegen sich die Quantenobjekte somit auf kontinuierlichen (und deterministischen) Bahnen. Diese Bewegung ist jedoch erst dann eindeutig festgelegt, wenn Anfangsbedingungen spezifiziert werden. Man beachte, dass die Führungsgleichung eine Differentialgleichung erster Ordnung ist, dass also die Angabe der Teilchenorte zu einem Zeitpunkt die Bewegung schon festlegt. Im Unterschied dazu legen in der klassischen Mechanik erst Ort und Geschwindigkeit (bzw. Impuls) die Bewegung eindeutig fest. Alle Vorhersagen der Quantenmechanik können durch die De-Broglie-Bohm-Theorie genau dann reproduziert werden, wenn man festlegt, dass am Anfang die Verteilung der Orte {\displaystyle Q_{i}} zu der Wahrscheinlichkeitsinterpretation der Wellenfunktion {\displaystyle \psi } passt. Diese Verteilung heißt „Quantengleichgewichtsverteilung“. Die Anfangsbedingung bedeutet demnach die Gültigkeit der folgenden „Quantengleichgewichtshypothese“.

### Quantengleichgewichtshypothese
Die Quantengleichgewichtshypothese lautet: Die Ortsverteilung {\displaystyle \rho } eines durch die Wellenfunktion {\displaystyle \psi } beschriebenen Systems lautet {\displaystyle \rho =|\psi |^{2}}.
Die {\displaystyle |\psi |^{2}}-Verteilung ist die Quantengleichgewichtsverteilung.
Aufgrund der Quantengleichgewichtshypothese wird in der bohmschen Mechanik auch die heisenbergsche Unschärferelation nicht verletzt. Im Unterschied zur üblichen Quantenmechanik sind die Wahrscheinlichkeitsaussagen der bohmschen Mechanik jedoch lediglich unserer Unkenntnis der konkreten Anfangsbedingungen geschuldet.
Die quantenmechanische Kontinuitätsgleichung
{\displaystyle {\frac {\partial \rho }{\partial t}}+{\vec {\nabla }}\cdot \left(\rho {\frac {{\vec {\nabla }}S}{m}}\right)=0}
stellt sicher, dass ein einmal {\displaystyle |\psi |^{2}}-verteiltes System diese Eigenschaft behält. Damit bleibt jedoch noch offen, warum diese Verteilung zu irgendeinem Zeitpunkt vorliegen soll. Zur Beantwortung dieser Frage existieren verschiedene Ansätze. Offensichtlich ist es unbefriedigend, diesen Umstand sehr speziellen Anfangsbedingungen (etwa des Universums) zuzuschreiben. Physikalisch intuitiv wäre es, wenn man einen dynamischen Mechanismus angeben könnte, der erklärt, wie (möglichst viele) Anfangsbedingungen sich dem Quantengleichgewicht annähern. Diesen Ansatz verfolgt etwa Valentini, der argumentiert, wie aufgrund der bohmschen Dynamik eine größere Klasse von Anfangsbedingungen zu einer näherungsweisen Quantengleichgewichtsverteilung führt.
Die Frage, ob viele oder wenige Anfangsbedingungen mit der Quantengleichgewichtshypothese verträglich sind, setzt natürlich ein Maß voraus, mit dem diese Mengen gemessen werden können. Dürr et al. wählten diese Freiheit zum Ausgangspunkt. Diese Autoren wählen ein Maß, bei dem durch eine spezielle Gewichtung fast alle Anfangsbedingungen mit der Quantengleichgewichtshypothese verträglich sind, und argumentieren, warum dieses Maß natürlich ist. Damit begründen sie, warum sich ein hypothetisches bohmsches Universum im Quantengleichgewicht befindet. Das Hauptresultat dieser Arbeit besteht nun darin, (i) das Konzept der Wellenfunktion eines Teilsystems zu definieren, und (ii) zu zeigen, dass diese Teilsysteme die Quantengleichgewichtshypothese erfüllen. In diesem Sinne ist nach Dürr die Quantengleichgewichtshypothese kein Postulat, sondern eine Konsequenz der bohmschen Mechanik.

### Eigenschaften der bohmschen Trajektorien

Simulation einiger bohmscher Trajektorien beim Doppelspalt. Die Teilchen werden durch die Wellenfunktion geleitet, die am Doppelspalt interferiert. Auf diese Weise kommt es zu dem Interferenzmuster, obwohl eine Bewegung von Teilchen beschrieben wird.

Eine Anfangsbedingung legt jede bohmsche Trajektorie eindeutig fest, da die Führungsgleichung eine Differentialgleichung erster Ordnung ist. Das hat zur Folge, dass sich die Teilchenbahnen im Konfigurationsraum nicht schneiden können. Im Einteilchenfall findet die Bewegung also überschneidungsfrei im Ortsraum statt. Auf diese Weise kann man sich bei einfachen Systemen auch ohne numerische Simulation ein qualitatives Bild der Teilchenbewegung machen.
Die Abbildung zeigt die Simulation einiger Trajektorien beim Doppelspalt. Die Eigenschaft der Überschneidungsfreiheit zusammen mit der Symmetrie der Anordnung sorgt dafür, dass die Bahnen die Mittelebene nicht schneiden können. Diese Abbildung illustriert auch, dass die bohmschen Trajektorien unklassisch verlaufen. Sie weisen Richtungsänderungen auf, obwohl der Bereich hinter dem Spalt im klassischen Sinne feldfrei ist. In diesem Sinne gilt auf dem Niveau der individuellen Bahnen weder Energie- noch Impulserhaltung.
Im Falle reeller Wellenfunktionen ist die Situation noch einfacher. Da hier die Phase der Wellenfunktion verschwindet, ruht das Teilchen an {\displaystyle |\psi |^{2}}-verteilten Orten. Diese Situation liegt z. B. beim Grundzustand des Wasserstoffatoms oder bei den Energieeigenzuständen des harmonischen Oszillators vor.

### Spin in der bohmschen Mechanik
Es ist instruktiv zu betrachten, wie die De-Broglie-Bohm-Theorie den Spin beschreibt. Hier existieren verschiedene Ansätze, aber eine naheliegende Möglichkeit besteht darin, den Spin nicht dem Teilchen zuzuordnen, sondern nur als Eigenschaft der Wellenfunktion (bzw. des Pauli-Spinors) aufzufassen.
Konkret geht man von der Schrödingergleichung zur Pauli-Gleichung über. Aus der Wellenfunktion wird ein 2-komponentiger Spinor {\displaystyle (\psi _{1},\psi _{2})^{\mathrm {T} }}. Es existiert – analog zur Beschreibung spinloser Teilchen – ein Strom:
{\displaystyle {\vec {j}}=\sum _{a}\left({\frac {\hbar }{2m\mathrm {i} }}(\psi _{a}^{*}{\vec {\nabla }}\psi _{a}-\psi _{a}{\vec {\nabla }}\psi _{a}^{*})-{\frac {e}{mc}}{\vec {A}}\psi _{a}^{*}\psi _{a}\right)}
Hier bezeichnet {\displaystyle {\vec {A}}} das Vektorpotential und {\displaystyle a} den Spinorindex.
Die Führungsgleichung lautet analog zum spinlosen Fall:
{\displaystyle {\frac {\mathrm {d} {\vec {Q}}}{\mathrm {d} t}}={\frac {\vec {j}}{\rho }}}
Auch ohne die mathematischen Details zu überblicken, sollte folgender Punkt klar werden: Die Eigenschaft Spin wird nicht dem Teilchen zugeordnet, d. h. dem Objekt auf der bohmschen Trajektorie, und der Konfigurationsraum bleibt derselbe wie im Falle spinloser Objekte. Im Besonderen wird keine „verborgene Variable“ für den Spin eingeführt. Die übliche Sprechweise lautet, dass der Spin „kontextualisiert“ wird (s. u.).

## Wichtige Eigenschaften
Charakteristische Eigenschaften der De-Broglie-Bohm-Theorie sind die folgenden:

### Lösung des quantenmechanischen Messproblems
Die mit Abstand wichtigste Eigenschaft der De-Broglie-Bohm-Theorie ist, dass sie das Messproblem der Quantenmechanik löst bzw., dass innerhalb dieser Theorie das Messproblem gar nicht erst auftritt. Das Messproblem der Quantenmechanik besteht im Kern darin, Überlagerungen makroskopisch verschiedener Zustände zu interpretieren. Diese treten bei der quantenmechanischen Behandlung der Messung auf ganz natürliche Weise auf, obwohl jede tatsächlich durchgeführte Messung immer ein definiertes Ergebnis hat (also nicht durch eine Überlagerung beschrieben wird).
Um diesen Widerspruch aufzuklären, wurde von John von Neumann eine spezielle Zustandsänderung beim Akt der Messung postuliert, der sogenannte Kollaps der Wellenfunktion. Dieser stellt aber weniger eine Lösung als ein Eingeständnis des Messproblems dar. Schließlich bleibt unklar, welche Wechselwirkung den Rang einer Messung hat und wie dieser Mechanismus physikalisch zu verstehen ist.
In der bohmschen Mechanik gibt es hingegen einen einfachen Mechanismus, der die Komponente der Wellenfunktion auszeichnet, die dem tatsächlichen Messresultat entspricht: Es ist der Teilchenort, der in einer kontinuierlichen Bewegung einen Zweig der Wellenfunktion erreicht hat. Mit anderen Worten: Verschiedene Messresultate sind in der De-Broglie-Bohm-Theorie durch unterschiedliche Konfigurationen unterschieden.

### Status von Observablen und Kontextualität
Eine radikale Neuerung der De-Broglie-Bohm-Theorie stellt ihre Umdeutung des Observablen-Konzepts der Quantenmechanik dar. Die übliche Quantenmechanik identifiziert alle Beobachtungsgrößen mit hermiteschen Operatoren, die auf dem Hilbertraum der Zustände wirken. Das Nichtvertauschen dieser Operatoren wird als Ausdruck der radikalen Neuheit der Quantenmechanik gedeutet.
Die De-Broglie-Bohm-Theorie schlägt hier einen anderen Weg ein. Sie zeichnet den Ort explizit aus und beschreibt ihn durch reelle Koordinaten sowie die Teilchengeschwindigkeit durch ein reelles Vektorfeld (auf dem Konfigurationsraum). Alle anderen Größen (Spin, Energie, Impuls usw.) haben lediglich einen abgeleiteten Status. Der Grund dafür ist einfach: Bei der Durchführung eines Experiments zur „Messung“ von z. B. der Spinkomponente wird (wie bei jedem anderen Ereignis) der Ausgang durch die Wellenfunktion und den Anfangsort festgelegt. Es findet also gar keine Messung im Wortsinn statt, d. h., es wird keine intrinsische Eigenschaft bestimmt, die auch unabhängig von der Messung besteht. Die etwas unglückliche Sprechweise lautet, dass diese Größen (also etwa der Spin) kontextualisiert werden, d. h., dass der Messwert vom jeweiligen Kontext der Messanordnung und dem Anfangsort abhängt. Konkret können etwa Fälle konstruiert werden, in denen an Systemen, die durch dieselbe Wellenfunktion beschrieben werden, durch unterschiedliche Anfangsorte unterschiedliche Spinkomponenten „gemessen“ werden. Diese Eigenschaft ist der Schlüssel, warum das Kochen-Specker-Theorem die Widerspruchsfreiheit der De-Broglie-Bohm-Theorie nicht betrifft. Die hermiteschen Operatoren der üblichen Quantenmechanik spielen in der bohmschen Mechanik keine fundamentale Rolle, sondern treten als mathematische Objekte auf, die Wahrscheinlichkeitsverteilungen kodieren.

### Nichtlokalität
Da die Wellenfunktion auf dem Konfigurationsraum {\displaystyle R^{3N}} (mit der Teilchenanzahl {\displaystyle N}) definiert ist, verknüpft die Führungsgleichung im Prinzip die Bewegung individueller Teilchen mit dem Ort aller anderen zum selben Zeitpunkt. Auf diese Weise können auch raumartig getrennte Objekte einander beeinflussen, d. h., diese Form der Wechselwirkung geschieht mit Überlichtgeschwindigkeit, sogar instantan. Durch diesen Mechanismus erklärt die bohmsche Mechanik den EPR-Effekt bzw. die Verletzung der bellschen Ungleichung. Aufgrund der Quantengleichgewichtshypothese ist eine Signalübermittlung mithilfe dieser Korrelationen jedoch nicht möglich. Diese Form der „Einstein-Lokalität“ wird also sehr wohl respektiert.
Wenn der Mehrteilchenzustand jedoch nicht verschränkt ist, d. h. in die Anteile der einzelnen Teile faktorisiert, entkoppeln die Bewegungsgleichungen der bohmschen Mechanik, und die entsprechenden Teilsysteme entwickeln sich unabhängig voneinander.
Resultate wie die Verletzung der bellschen Ungleichungen oder das „Free Will Theorem“ von John Horton Conway und Simon Kochen zeigen, dass es keine Vervollständigungen bzw. Formulierungen der Quantenmechanik geben kann, die lokal und deterministisch sind.

### Determinismus
Die De-Broglie-Bohm-Theorie beschreibt die Quantenphänomene deterministisch, d. h., alle Zustandsänderungen sind durch die Anfangsbedingungen (Wellenfunktion und Konfiguration) vollkommen festgelegt. Alle Wahrscheinlichkeitsaussagen sind lediglich der Unkenntnis der speziellen Anfangsorte geschuldet.
Im Gegensatz dazu wird in der Kopenhagener Deutung die prinzipielle Zufälligkeit von Quantenphänomenen behauptet, zum Beispiel beim Akt der Messung.
Es muss jedoch betont werden, dass aufgrund der Quantengleichgewichtshypothese die Unkenntnis über die Anfangsbedingungen in der De-Broglie-Bohm-Theorie prinzipiell ist und somit der deskriptive Gehalt beider Theorien identisch ist. In philosophischer Terminologie wird aus der ontologischen Unbestimmtheit der Quantenphysik (vereinfacht: es gibt keinen Ort) eine „epistemische“ Unbestimmtheit in der De-Broglie-Bohm-Theorie (es gibt einen Ort, er kann aber nicht erkannt werden).
So genannte schwache Messungen wurden verwendet, um Bohmsche Trajektorien zu beobachten und die experimentellen Ergebnisse stimmen mit den vorhergesagten Trajektorien überein. Die Bedeutung dieser experimentellen Befunde ist aber umstritten.

### Komplementarität überflüssig
Das Konzept der Komplementarität wurde eingeführt, um die gemeinsame Verwendung voneinander im strikten Sinne widersprechenden Beschreibungsarten in der Quantenmechanik zu rechtfertigen. Zum Beispiel sind nach üblicher Auffassung Wellen- und Teilcheneigenschaften komplementär zueinander. Damit meint man, dass sie sich gegenseitig ergänzen und bei ihrer Verwendung der jeweilige Anwendungsbereich beachtet werden muss.
In der bohmschen Mechanik sind Wellen- und Teilchencharakter von z. B. Elektronen jedoch eine einfache Folge der Tatsache, dass zu ihrer Beschreibung sowohl eine Teilcheneigenschaft verwendet wird (nämlich der Ort) als auch eine wellenartige Größe (die Wellenfunktion) (siehe Abbildung).

## Schulen der De-Broglie-Bohm-Theorie
Die De-Broglie-Bohm-Theorie erlaubt – wie jede andere Theorie auch – verschiedene äquivalente Darstellungen. In der bisherigen Präsentation wurde zum Beispiel kein Wert auf das sogenannte Quantenpotential gelegt und ist damit der Lesart von Bell gefolgt, die von Dürr u. a. weiterentwickelt wurde. In vielen Darstellungen der De-Broglie-Bohm-Theorie wird das Quantenpotential jedoch als das entscheidende Merkmal hervorgehoben. Aus diesem Grund soll es an dieser Stelle hier auch erwähnt werden (andere Differenzen zwischen verschiedenen Schulen der De-Broglie-Bohm-Theorie betreffen den Status von Observablen und der Wellenfunktion sowie die Herleitung des Quantengleichgewichts).

### Das Quantenpotential
In Bohms Präsentation der Theorie 1952 (sowie den Darstellungen anderer Autoren 1993) wird die Neuartigkeit der De-Broglie-Bohm-Theorie in dem Auftreten eines zusätzlichen Potentialterms gesehen. Setzt man die Polardarstellung {\displaystyle \psi =R\cdot \mathrm {e} ^{{\frac {\mathrm {i} }{\hbar }}S},\rho =R^{2}} in die Schrödingergleichung ein und trennt Real- und Imaginärteil, wird man auf folgende Gleichungen geführt:
{\displaystyle (3)\qquad -{\frac {\partial \rho }{\partial t}}={\vec {\nabla }}\cdot \left(\rho {\frac {{\vec {\nabla }}S}{m}}\right)}
{\displaystyle (4)\qquad -{\frac {\partial S}{\partial t}}=V+{\frac {1}{2m}}({\vec {\nabla }}S)^{2}+U_{\text{quant}}}
Der Ausdruck (3) ist gerade die Kontinuitätsgleichung der Quantenmechanik. Gleichung (4) entspricht der klassischen Hamilton-Jacobi-Gleichung für die Wirkung {\displaystyle S}. Hier tritt allerdings neben dem kinetischen Term und der potentiellen Energie ein zusätzlicher Term {\displaystyle U_{\text{quant}}} auf, das sog. Quantenpotential:
{\displaystyle U_{\text{quant}}=-{\frac {\hbar ^{2}}{2m}}{\frac {{\vec {\nabla }}^{2}R}{R}}}
Die klassische Hamilton-Jacobi-Theorie ist eine Umformulierung der newtonschen (bzw. hamiltonschen) Mechanik. Die Hamilton-Jacobi-Gleichung ist von erster Ordnung (allerdings nichtlinear). Die Geschwindigkeit (bzw. der Impuls) ist durch die Bedingung {\displaystyle m{\vec {v}}={\vec {\nabla }}S} festgelegt. Dieses entspricht gerade der Führungsgleichung der De-Broglie-Bohm-Theorie.
Mit Hilfe des Quantenpotentials kann schließlich der bohmschen Bewegungsgleichung eine newtonsche Anmutung gegeben werden:
{\displaystyle m{\frac {\mathrm {d} ^{2}{\vec {Q}}}{\mathrm {d} t^{2}}}=-{\vec {\nabla }}(V+U_{\text{quant}})}
Da die Teilchenbewegung jedoch durch die Führungsgleichung bereits vollständig festgelegt ist, kann man auf die Herleitung über die Analogie zur Hamilton-Jacobi-Theorie sowie den zusätzlichen Potentialterm verzichten. Die Führungsgleichung kann z. B. auch direkt aus Symmetriebetrachtungen motiviert werden. Durch die Quantenpotential-Formulierung wird man zudem zu dem Missverständnis eingeladen, dass die De-Broglie-Bohm-Theorie im Wesentlichen klassische Mechanik mit einem zusätzlichen Potentialterm sei. Im Grunde ist die Vorliebe für die eine oder andere Formulierung der Theorie jedoch eine Frage des Geschmacks. Zudem kann jede Formulierung einen sinnvollen Anwendungsbereich haben. So ist zum Beispiel das Problem des klassischen Grenzwerts der De-Broglie-Bohm-Theorie besonders intuitiv in der Quantenpotential-Fassung zu formulieren.

## Kritik und Entgegnungen
Die De-Broglie-Bohm-Theorie wird lediglich von einer kleinen Minderheit von Physikern vertreten. Dies liegt allerdings nur zum Teil an expliziter Kritik an dieser Theorie, sondern auch daran, dass sie keine neuen experimentell überprüfbaren Voraussagen macht.
Die De-Broglie-Bohm-Theorie ist vor allem als Beitrag zu Interpretationsfragen in der Physik von Interesse. 
Die Argumente, mit denen die De-Broglie-Bohm-Theorie kritisiert wird, lassen sich in verschiedene Gruppen unterteilen:
- Asymmetrie von Orts- und Impulsraum: Die ursprüngliche Theorie zeichnet den Ortsraum aus und die Wellenfunktion wirkt auf die Teilchenorte aber nicht umgekehrt. Mittlerweile konnte die Theorie allerdings vollständig im Impulsraum dargestellt werden, was diese Asymmetrie aufhebt.[14]

- „leere“ Wellenfunktionen: die De-Broglie-Bohm-Theorie erfordert  Wellenfunktionen, die keine Teilchenbahn enthalten und aufgrund von Dekohärenz keinen Einfluss mehr auf die Teilchendynamik haben sollten. Statt darin eine Kritik zu sehen, werden diese Eigenschaften mitunter auch als bemerkenswerte Neuerungen der Naturbeschreibung aufgefasst.

- Die Nichtlokalität der Theorie: Diesem Einwand wird auf mehreren Ebenen begegnet. Erstens tritt Nichtlokalität aufgrund der Verletzung der bellschen Ungleichung ebenso in der üblichen Quantenmechanik auf (vgl.  Einstein-Podolsky-Rosen-Paradoxon). Zweitens werden Nichtlokalität und  Nicht-Separabilität mit verschiedenen Bedeutungen verwendet. In der Bedeutung, dass eine Signalausbreitung mit Überlichtgeschwindigkeit erforderlich ist, wo die Kritik von Einstein ansetzt, wird sie sowohl von der Quantenmechanik als auch von der De-Broglie-Bohm-Theorie respektiert.

- Zweifel an der relativistischen und quantenfeldtheoretischen Verallgemeinerbarkeit: Vor allem die Quantengleichgewichtsbedingung und die Forderung der Lorentzkovarianz scheinen sich zu widersprechen,[15] denn in einer „bohmartigen“ relativistischen Theorie erfordert ein ausgezeichnetes Bezugssystem. Allerdings existieren „bohmartige“ Modelle der Dirac-Theorie, in denen dieses ausgezeichnete Bezugssystem ohne experimentellen Effekt ist und alle statistischen Vorhersagen der relativistischen Quantenmechanik reproduziert werden können.[13]

Insgesamt gesehen existieren mittlerweile verschiedene Ansätze einer „bohmartigen“ Quantenfeldtheorie. Während in einigen die „Teilchenontologie“ der nichtrelativistischen Formulierung beibehalten wird, wird in anderen von Feldern ausgegangen. Dieser Ansatz ist bisher jedoch nur für bosonische Felder gelungen.
Die weitere Entwicklung auf diesem Gebiet wird voraussichtlich eine große Rolle für die Rezeption der De-Broglie-Bohm-Theorie spielen. Eine genauere Auseinandersetzung mit Kritik an der De-Broglie-Bohm-Theorie schrieb 2004 Oliver Passon. Einen Überblick über die verschiedenen Ansätze zur quantenfeldtheoretischen Verallgemeinerung der De-Broglie-Bohm-Theorie gibt Ward Struyve.
Einer 2022 veröffentlichten Studie brachte die klassischen Bohmschen Trajektorien mit der statistischen Natur der Quantenmechanik in Einklang. Die Trajektorien repräsentieren demnach keine deterministischen Teilchenbahnen, sondern sind Quantile der Wahrscheinlichkeit, begrenzen also Bereiche einer bestimmten Wahrscheinlichkeit.
Ein im Juli 2025 veröffentlichtes Photonen-Wellenleiter-Experiment ermittelte erstmals direkt die Energie-Geschwindigkeits-Beziehung von Teilchen in evaneszenten Zuständen: {\displaystyle v={\sqrt {2|\Delta |/m}}}; je stärker negativ die lokale kinetische Energie, desto höher die Geschwindigkeit – im Gegensatz zur von der Führungsgleichung vorhergesagten Dynamik. Durch Interferenz der Wellenfunktion mit ihrem Spiegelbild zeigte sich, dass der aus dem Phasengradienten abgeleitete bohmsche Geschwindigkeitsterm {\displaystyle v_{S}} in verbotenen Bereichen praktisch verschwindet ({\displaystyle v_{S}=(59\pm 42),\mathrm {km,s^{-1}} }), während die unmittelbar gemessene Geschwindigkeit mehrere 1000 km s−1 beträgt. Aus der gemessenen Geschwindigkeit ergibt sich eine experimentelle Verweilzeit von 1 – 2 ps, die mit {\displaystyle \tau _{\lambda }=\lambda /v} konsistent ist; innerhalb der bohmschen Mechanik müsste die Verweilzeit dagegen aufgrund {\displaystyle j_{\text{in}}=0} divergieren, was den Beobachtungen klar widerspricht. Diese Resultate liefern die bislang deutlichste empirische Herausforderung für die nichtrelativistische De-Broglie-Bohm-Theorie, da sie zeigen, dass Geschwindigkeiten und Verweilzeiten in stark nicht-lokalen Szenarien von der Theorie nicht korrekt beschrieben werden.

### Arbeitsgruppen
- Forschungsnetzwerk Bohmsche Mechanik (initiiert von D. Dürr, S. Goldstein und N. Zanghì)
- Arbeitsgruppe Bohmsche Mechanik Uni München (D. Dürr)
- Theoretische Physik am Birkbeck College, London (B. Hiley)
- Chris Dewdneys De-Broglie-Bohm-Seite (Memento vom 13. November 2010 im Internet Archive)
- Homepage von Peter Holland
- Klaus von Bloh’s Bohmian mechanics demonstrations (englisch) in: Wolfram Demonstrations Project.

### Einführungen
- Nikos Drakos, S. Teufel (Übersetzung): Der Doppelspalt-Versuch. In: mathematik.uni-muenchen.de. 15. Oktober 1997, archiviert vom Original am 13. September 2019 (knappe allgemeinverständliche Einführung).
- Christian Beck, Robert Grummt, Florian Hoffmann, Sören Petrat, Nicola Vona; Workgroup Bohmian Mechanics: FAQs about Bohmian mechanics. In: YouTube. 26. November 2013 (englisch, 28 Videos mit Antworten auf häufig gestellte Fragen zur Bohmschen Mechanik).
- Ilja Schmelzer: Bohmsche Mechanik. In: gsi.de. 10. April 2001, archiviert vom Original am 9. November 2017.
- Ilja Schmelzer: Verteidigung des Realismus. In: ilja-schmelzer.de. (über die zugrundeliegende Erkenntnistheorie).
- Roderich Tumulka: Understanding Bohmian mechanics: A dialogue. (PDF; 172 kB) In: arxiv.org. 18. August 2004 (englisch).
- Sheldon Goldstein: Bohmian Mechanics. In: Edward N. Zalta (Hrsg.): Stanford Encyclopedia of Philosophy. (englisch).
- Dan Falk: New Support for Alternative Quantum View. In: Quanta Magazine. 16. Mai 2016 (englisch).